# Ужасы паучьего острова
«Ужасы паучьего острова» (нем. Ein Toter hing im Netz, дословно — «Мертвец, повисший в сетях») — немецкий фильм ужасов 1960 года, поставленный режиссёром Фрицем Бёттгером. Лента находится в общественном достоянии.

## Сюжет
Гэри, владелец ночного клуба, сопровождает к себе на выступление нескольких танцовщиц из Нью-Йорка в Сингапур. В результате катастрофы самолёт падает в океан, но почти все пассажиры и члены экипажа остаются в живых. Несколько дней они, изнемогая от жажды, проводят на плоту, но наконец-то причаливают к неизвестному острову.
На следующее утро выжившие отправляются исследовать остров. Они находят человеческое жилище, а в нём, повисший в огромной паутине, находится мертвец. Из найденного рядом дневника выясняется, что погибший был профессором, который искал на острове месторождения урана. Там же обнаруживается запас провизии.
Вскоре Гэри кусает гигантский паук, и владелец ночного клуба превращается в человека-паука. Не в силах сдерживать животные порывы, на следующий день Гэри убивает одну из девушек, а остальные пока не догадываются, во что превратился их хозяин.
Проходит месяц, запасы продовольствия подходят к концу. Наконец на горизонте появляется корабль, с него спускают шлюпку: прибыло пополнение продуктов для профессора. Узнав о смерти учёного, матросы с девушками не спешат возвращаться на корабль, а устраивают разгульную ночную вечеринку на берегу. Гэри убивает одного из матросов и ещё одну девушку. Наконец поняв, во что превратился Гэри, все отправляются его искать и загоняют его в зыбучие пески, где тот погибает.

## В ролях
- Александр Д'Арси[англ.] — Гэри Вебстер
- Барбара Валентин — Бэбс[1]
- Райнер Брандт[англ.] — Робби
- Гаральд Мареш — Джо[1]
- Хельга Франк — Джорджия
- Хельга Ньюнер — Энн
- Дороти Паркер — Глэдис
- Джерри Сэммер — Мэй
- Ева Шоланд — Нелли
- Хельма Ванденберг — Кейт
- Эльфи Вагнер — Линда[1]
- Уолтер Фабер — Майк Блэквуд

## Прокат
Премьера фильма состоялась 16 апреля 1960 года в Берлине.
В США фильм был выпущен в прокат под названием «В раю жарко» (англ. It's Hot in Paradise) в 1962 году компанией Pacemaker Pictures только в кинотеатрах «для взрослых». В 1967 году эротические сцены из ленты были удалены, и фильм показали «для всех» под названием «Ужасы паучьего острова» (англ. Horrors of Spider Island).